# Anthems to the Welkin at Dusk
Anthems to the Welkin at Dusk è il secondo album in studio degli Emperor. È stato registrato nel 1997 ai Grieghallen a Bergen, in Norvegia.

## Tracce
1. Alsvartr (The Oath) – 4:18
2. Ye Entrancemperium – 5:14
3. Thus Spake the Nightspirit – 4:30
4. Ensorcelled by Khaos – 6:39
5. The Loss and Curse of Reverence – 6:09
6. The Acclamation of Bonds – 5:54
7. With Strength I Burn – 8:17
8. The Wanderer – 2:54

## Formazione
- Ihsahn - voce, chitarra, tastiere
- Samoth - chitarra
- Alver - basso
- Trym - batteria